# Let Fénixe (film, 2004)
Let Fénixe (ang. titul: Flight of the Phoenix) je americký dobrodružný dramatický film z roku 2004, který natočil John Moore. Film je remakem stejnojmenného snímku z roku 1965, který natočil Robert Aldrich.

## Děj
Frank Towns se svým kolegou přepravují personál ukončené badatelské expedice v mongolské poušti Tan sag, plus jednoho návrháře letadel. Avšak cestou do čínského Pekingu je nad pouští postihne bouře a s letadlem ztroskotají. Všude poušť, mají malé zásoby vody a jídla a pro svou záchranu zvažují dvě možnosti. Tou první je, že počkají, než je někdo najde. Tou druhou, že z vraku letadla zhotoví nové funkční letadlo. Po chvilách váhání se tedy rozhodnou pro druhou možnost a na letadle začnou pracovat. Kromě toho se také dozví o kočovnících pobývajících za kopci, ale zároveň se z nich vyklubou pašeráci, z nichž jednoho kvůli obraně stavby letadla museli zabít. Otázkou však je zda se jim letadlo podaří postavit do doby, než jim dojdou zásoby či to stihnou dřív, než se stanou oběti kočovníků.